# Tajemniczy przeciwnik
Tajemniczy przeciwnik (ang. The Secret Adversary) – powieść kryminalna Agathy Christie, wydana po raz pierwszy w 1922 roku. Była to pierwsza książka z udziałem Tommy'ego i Tuppence - pary detektywów.

## Opis fabuły

### Zawiązanie akcji
Akcja powieści rozgrywa się w latach 1915-1920, a więc w czasie gdy rosyjscy bolszewicy planują sprowokowanie fali strajków robotniczych na całym świecie, by doprowadzić w ten sposób do przewrotów w poszczególnych krajach i wprowadzić powszechny komunizm. Zagrożona przez wroga jest również Anglia. Wiele zależy w jej przypadku od tego, czy w ręce rewolucjonistów dostaną się pewne ważne dokumenty wywiadu brytyjskiego, których tajemnicza treść (nigdy nie ujawniona w powieści) mogłaby skompromitować rząd i ułatwić przewrót. Owe dokumenty znajdują się w posiadaniu kuriera brytyjskiego wywiadu, niejakiego Danversa, który wraca z Ameryki liniowcem "Lusitania". Łódź zostaje jednak trafiona niemiecką torpedą i mężczyzna ginie. Przed śmiercią oddaje jednak ważne dokumenty przypadkowo spotkanej dziewczynie, Jane Finn, której udaje się ujść z życiem z katastrofy. Teraz to od niej zależą losy Anglii.
Kilka lat później, po długiej rozłące spotyka się dwójka znajomych z dziecięcych lat - Tommy Beresford i Tuppence Cowley. Oboje wkroczyli już w wiek dorosłości, jednak ciężko wiedzie im się pod względem finansowym. Po wzajemnym wyżaleniu postanawiają, że działając wspólnie mogą sobie pomóc. Decydują się założyć Klub Poszukiwaczy Przygód - spółkę gotową za odpowiednią opłatą na każde, nawet najbardziej szalone zadanie.
Propozycja pracy pada niemalże od razu. Do Tuppence zgłasza się niejaki pan Edward Whittington - korpulentny i jowialny prezes firmy "Estońskie Szkło". Jednakże przed omówieniem szczegółów posady z ust dziewczyny pada zasłyszane przypadkiem nazwisko - Jane Finn. Na to hasło pan Whittington wpada we wściekłość i już następnego dnia znika bez śladu wraz z całą swoją firmą. Tommy i Tuppence zdają sobie sprawę, że trafili na ślad grubszej afery. W szczegóły wtajemnicza ich dopiero pan Carter, człowiek związany z brytyjskim wywiadem, dawny znajomy Tommy'ego. Prosi również młodą parę o to, by przyjęła jego propozycję pracy i na własną rękę odszukało Jane Finn oraz strzeżone przez nią dokumenty. Pan Carter ufa, że ta dwójka młodych ludzi jako amatorzy mogą paradoksalnie okazać się bardziej skuteczni niż kilkoro wywiadowców, którym nie udało się wcześniej sprostać zadaniu. Ostrzega jednocześnie przed potężną organizacją komunistyczną, którą reprezentuje poznany przez nich Whittington, a jej mózgiem jest tajemniczy, nieznany nikomu pan Brown. Nie cofną się oni przed niczym, żeby odzyskać dokumenty i być może już są na tropie dziewczyny.
Tommy i Tuppence postanawiają podjąć się zadania. Do pomocy przybywa im Julius Hersheimmer - bogaty Amerykanin, który przedstawia się jako kuzyn Jane Finn i pragnie pomóc w jej poszukiwaniach. Od tej pory wspólnicy zaczynają działać w pojedynkę. Kiedy Tommy i Julius dostrzegają przypadkiem pana Whittingtona spacerującego ze znajomym, Julius udaje się za prezesem firmy "Estońskie szkło", a Tommy za jego towarzyszem. Tymczasem Tuppence odszukuje Ritę Vandemeyer - kobietę, której imię wymienił niebacznie pan Whittington i która, jak zdołała się domyślić Tuppence, jest jedną z członkiń szajki. Dziewczyna zatrudnia się u niej jako pokojówka w nadziei, że uda jej się dowiedzieć czegoś więcej.
Rezultaty powyższych przedsięwzięć są niezwykle owocne - Julius wpada na trop tajemniczej nadmorskiej kliniki, gdzie do niedawna przetrzymywana była pod fałszywym nazwiskiem Jane Finn, która podobno straciła pamięć. Tommy, udając się za jedynym z przestępców, Borysem, trafia do obskurnego domu w londyńskiej dzielnicy Soho, gdzie jest świadkiem narady rewolucjonistów. Niestety - przestępcy odkrywają obecność intruza i Beresford zostaje przez nich obezwładniony i uwięziony. Tuppence natomiast, jako pokojówka pani Vandemeyer, ma sposobność przyjrzeć się goszczącym u niej członkom szajki oraz poznać sir Jamesa Peela Edgertona - szacownego adwokata, który również jest na tropie Rity i który nawiązuje z nią współpracę. Pani Vandemeyer orientuje się w końcu, kim tak naprawdę jest Tuppence, jednak sprytnej dziewczynie udaje się ją obezwładnić i skłonić do przystania na jej warunki - kobieta godzi się ujawnić wszystko, co wie o organizacji pana Browna w zamian za znaczną kwotę pieniężną. Niestety - kiedy ma już wyjawić, kim jest tajemniczy przestępca, zostaje otruta w niewyjaśnionych okolicznościach. Tuppence zaczyna żywić coraz większe podejrzenia w stosunku do Juliusa - tylko on, poza nią samą oraz Edgertonem obecny jest w mieszkaniu pani Vandemeyer w noc jej śmierci. Dziewczyna podejrzewa nawet, że to właśnie Amerykanin może być tajemniczym panem Brownem, szefem szajki.
Tymczasem Tommy'emu udaje się zbiec z domu w Soho za pomocą francuskiej służącej, Annette, która pomaga mu rozciąć więzy, którymi był skrępowany, a następnie odwraca uwagę złoczyńców. Po oswobodzeniu Tommy udaje się natychmiast do hotelu, w którym zatrzymała się Tuppence, jednak okazuje się, że dziewczyna zniknęła. Została prawdopodobnie uprowadzona w odwecie za ucieczkę Tommy'ego. Przyjaciel odnajduje pośród jej rzeczy jedynie sfałszowany telegram od niego samego, którym zapewne została zwabiona. Wraz z Juliusem natychmiast ruszają na jej poszukiwania. Okazują się one jednak bezskuteczne, a na dodatek obaj mężczyźni kłócą się, gdyż, jak się okazuje, Amerykanin oświadczył się Tuppence, w której Beresford jest, jak sobie uświadamia, zakochany.
Julius postanawia działać na własną rękę. Terroryzuje bronią rosyjskiego szpiega, Kramenina, który jest jednym z ważniejszych członków szajki. Amerykanin zmusza go, by doprowadził go do miejsca przetrzymywania Tuppence i nakazał wspólnikom jej uwolnienie. Przy okazji uwolniona zostaje również francuska służąca Annette, która jak się okazuje, jest nikim innym, jak tajemniczą Jane Finn. Zanim jednak złoczyńcy spostrzegają podstęp, Juliusowi wraz z Tuppence i Annette udaje się zbiec w samochodzie. Teraz Jane ma okazje opowiedzieć całą swoją historię - okazuje się, że już po zejściu z "Lusitanii", spostrzegła, że jest śledzona. Wkrótce złoczyńcy uprowadzili ją i zaczęli wypytywać, gdzie ma dokumenty. Jane Finn ukryła jednak dokumenty pośród kartek gazety, którą miała akurat w kieszeni, a całość przysłoniła jednym z obrazów w domu w Soho, gdzie była przez pewien czas przetrzymywana. Sama natomiast wmówiła oprawcom utratę pamięci by uniknąć dalszych przesłuchań.
Niespodziewanie do samochodu wsiada Tommy i grozi bronią Juliusowi. On również już od pewnego czasu podejrzewał tajemniczego Amerykanina o bycie panem Brownem. Nakazuje mu zatrzymać samochód przed stacją kolejową, a dziewczynom biec na najbliższy pociąg i pojechać nim do rezydencji sir Jamesa Peela Edgertona, gdzie, jak mówi, będą bezpieczne. Tuppence i Jane spełniają polecenie, choć nie jest to łatwe - przez całą podróż, niemalże na każdym rogu natrafiają na członków szajki, chcących je za wszelką cenę zatrzymać. Na szczęście jednak, dzięki sprytowi Tuppence, udaje im się bez szwanku dotrzeć do domu Edgertona, któremu opowiadają całą sytuację.
Adwokat nie jest zaskoczony informacją o Juliusie i potwierdza przypuszczenie, że to właśnie Hersheimmer jest panem Brownem. Nakazuje, by Tuppence i Jane natychmiast udały się z nim do domu w Soho, gdzie panna Finn wskaże miejsce ukrycia dokumentów. Kiedy docierają do domu, okazuje się, że jest on pełen patrolującej policji. Sir James jednak ze względu na swój autorytet zostaje wpuszczony wraz z dziewczynami do środka i natychmiast kierują się do pokoju, gdzie znajduje się obraz...

### Rozwiązanie
Panem Brownem niespodziewanie okazuje się sir James Peel Edgerton. Kiedy raz z Jane i Tuppence znajdują się w pomieszczeniu na piętrze, okazuje się, że jest ono dźwiękoszczelne, a Edgerton natychmiast zamyka drzwi. Terroryzuje bronią obie dziewczyny i nakazuje, by Jane oddała mu dokumenty. W porę jednak do pomieszczenia dostają się Tommy wraz z Juliusem i zapobiegają nieszczęściu. Pan Brown natomiast popełnia samobójstwo, połykając truciznę. Umierając, zwraca się do Tommy'ego słowami gladiatorów : "Ave Caesar! Morituri te salutant!" (łac. Witaj Cezarze. Idący na śmierć pozdrawiają cię).
Po śmierci przywódcy, cała szajka rewolucjonistów rozpada się i na terenie Anglii nie dochodzi do planowanego przewrotu komunistycznego.
Powieść kończy się skojarzeniem dwóch par - Jane i Juliusa oraz Tuppence i Tommy'ego, którzy już jako małżeństwo będą bohaterami wielu kolejnych powieści Agathy Christie.